# Вад (Клуж)
Вад (рум. Vad) — село у повіті Клуж в Румунії. Входить до складу комуни Вад.
Село розташоване на відстані 358 км на північний захід від Бухареста, 50 км на північ від Клуж-Напоки.

## Населення
За даними перепису населення 2002 року у селі проживали 392 особи, з них 390 осіб (99,5%) румунів. Рідною мовою 391 особа (99,7%) назвала румунську.